# Ochotówka
Ochotówka (ukr. Охотівка, Ochotiwka) – wieś w rejonie korosteńskim obwodu żytomierskiego.
W 1826 urodził się tutaj polski rzeźbiarz Wiktor Brodzki.